# NEP Group
NEP Group Inc. (antes NEP Broadcasting LLC) es una compañía de producción internacional de propiedad privada y con oficinas principales en Pittsburgh, Pensilvania, dedicada a servicios de producción de televisión subcontratados para eventos importantes en todo el mundo, incluyendo Eurovisión.
Sus instalaciones y servicios son utilizados para la producción de eventos televisivos  tales como el Super Bowl, los premios Óscar, la Premier League, el Festival de Eurovisión, los premios Emmy, The Daily Show, la UEFA Champions League, los Juegos Olímpicos, las carreras de NASCAR, los Juegos Asiáticos, WWE Wrestling, el Mundial de Fútbol, Wimbledon. y el Abierto de Francia, los premios Grammy, el US Open, el Abierto Británico de Golf, The People's Court, Sesame Street, The Rolling Stones, Page Six TV; la franquicia de Love Island y las trasmisiones de NBC desde los Juegos Olímpicos de Tokio 2020.

## Historia
La compañía fue fundada por Tom Shelburne en 1984, quien hacía parte de la estación de televisión WNEP-TV de la ciudad de Scranton, Pensilvania (las letras de identificación de la televisora significaban N orth E ast P ennsylvania o en español: Pensilvania del Noreste). Shelburne se alejó, luego de que The New York Times Company le comprara la estación en 1986. La compañía NEP logró despegar después de que adquirió TCS, con sede en New Kensington, también en el estado de Pensilvania, luego de que ambas compañías produjeran conjuntamente los Juegos Panamericanos de 1987 en Indianápolis.
De 2007 a 2012, NEP fue propiedad principalmente del firma de inversiones American Securities. En 2012, NEP fue vendida a Crestview Partners.
El 25 de septiembre de 2015, NEP nombró a Keith Andrews (exdirector ejecutivo y director general de NEP Australia) como director de operaciones de NEP Group Inc.
El 24 de junio de 2016, The Carlyle Group realizó una importante inversión minoritaria en NEP, junto con los accionistas existentes Crestview y la administración de NEP.
En agosto de 2018, se anunció que Crestview saldría de NEP, comprando su participación The Carlyle Group, lo que le dio una participación mayoritaria, a partir del 19 de octubre de 2018.
En agosto de 2020, NEP Group anunció que Brian Sullivan se uniría a la empresa como nuevo gerente general a partir del 31 de agosto.

## Adquisiciones

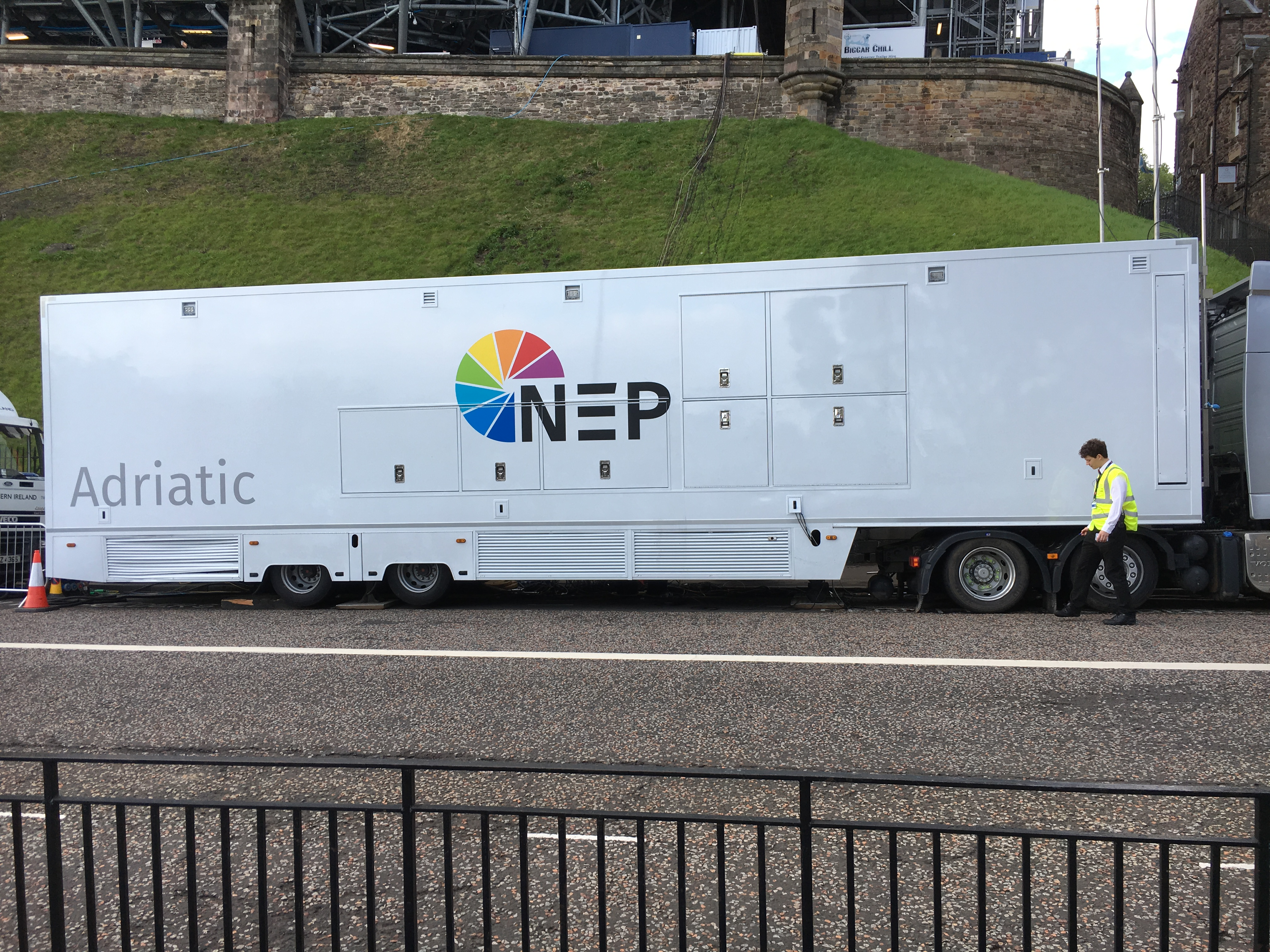
Unidad móvil de exteriores Adriático de NEP Reino Unido

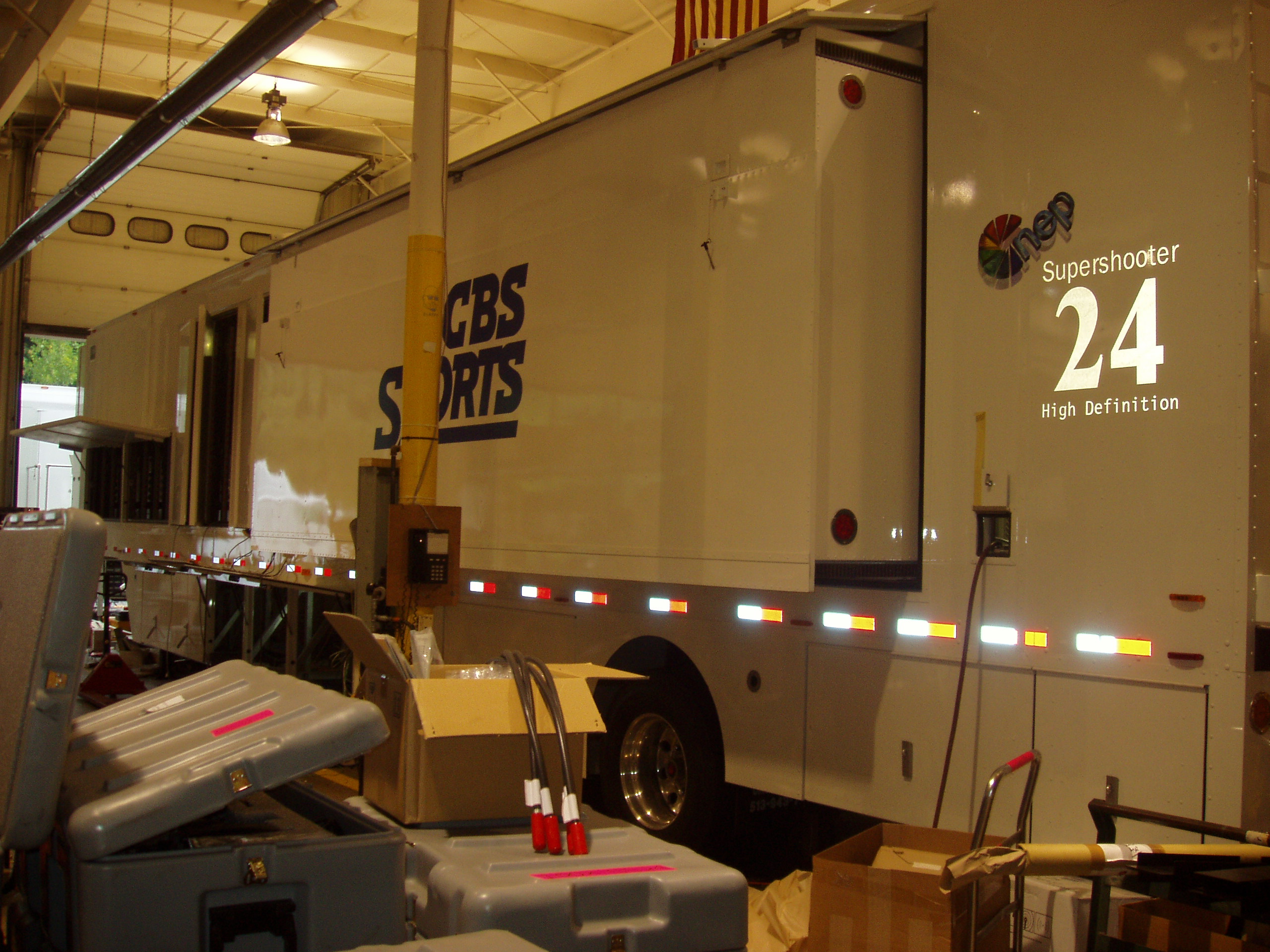
Unidad móvil NEP Supershooter SS24 al servicio de CBS Sports

| Fecha de adquisición    | Compañía                         | Servicios o instalaciones | País                        | Referencias   |
| ----------------------- | -------------------------------- | --- | --------------------------- | ------------- |
| 2005 de enero de 5      | NMT: National Mobile Television  | Transmisiones de exteriores | Bandera de Estados Unidos   | [ 10 ]        |
| 2005 de enero de 31     | Visions                          | Transmisiones de exteriores | Bandera del Reino Unido     | [ 11 ]        |
| 2006 de abril de 12     | Roll to Record                   | Transmisiones de exteriores | Bandera del Reino Unido     |               |
| 2008 de enero de 9      | NCP: New Century Productions     | Transmisiones de exteriores | Bandera de Estados Unidos   | [ 12 ]        |
| 2012 de marzo de 22     | Trio Video                       | Transmisiones de exteriores | Bandera de Estados Unidos   | [ 13 ]        |
| 2012 de mayo de 2       | Bow Tie Television               | Proveedor de servicios de manejo de captura de imágenes, transmisiones, streaming y material de archivo para parlamentos y autoridades gubernamentales del Reino Unido | Bandera del Reino Unido     | [ 14 ]        |
| 2012 de noviembre de 20 | Corplex                          | Transmisiones de exteriores | Bandera de Estados Unidos   | [ 15 ]        |
| 2014 de enero de 24     | Global Television                | Transmisiones de exteriores, producción desde estudios y transmisiones especiales | Bandera de Australia        | [ 16 ]        |
| 2014 de septiembre de 2 | MIRA Mobile Television           | Transmisiones de exteriores | Bandera de Estados Unidos   | [ 17 ]        |
| 2014 de diciembre de 22 | Faber Audiovisuals               | Pantallas de video, alquiler y operación de equipos audiovisuales | Bandera de los Países Bajos | [ 18 ]        |
| 2015 de enero de 31     | Screen Scene Group               | Transmisiones de exteriores, posproducción, efectos visuales, producción de audio | Bandera de Irlanda          | [ 19 ]        |
| 2015 de marzo de 26     | Mediatec Group                   | Transmisiones de exteriores, producción en estudios, pantallas de video, control master, posproducción, enlaces de microondas y satelitales, integración audio video | Bandera de Suecia           | [ 20 ]        |
| 2015 de abril de 30     | Transmisiones de exteriores      | Producción en estudios, unidades móviles de noticias, posproducción, audio. Ahora bajo la marca NEP Belgium. | Bandera de Bélgica          | [ 21 ]        |
| 2015 de julio de 10     | Consolidated Media Industries    | Transmisiones de exteriores, producción en estudios, posproducción, producciones de audio, control master, enlaces de microondas y satelitales, organización de eventos, efectos visuales, unidades móviles de noticias, streaming, playout en directo. Ahora bajo la marca NEP The Netherlands. | Bandera de los Países Bajos | [ 22 ]        |
| 2015 de diciembre de 23 | Mediatec Asia Pacific            | Proveedora de soluciones audiovisuales para eventos especiales y producciones de televisión | Bandera de Australia        | [ 23 ]        |
| 2016 de junio de 17     | Broadcast Solutions Group        | Proveedora de estudios portátiles de televisión | Bandera de Singapur         | [ 24 ]        |
| 2016 de julio de 14     | DBlux                            | Transmisiones de exteriores, sonido, iluminación y producción de sonido | Bandera de Dinamarca        | [ 25 ]        |
| 2017 de enero de 4      | Creative Technology Ltd          | NEP Group completó la adquisión de Creative Technology compañía hermana de Avesco | Bandera del Reino Unido     | [ 26 ]        |
| 2017 de agosto de 2     | Bexel Global Broadcast Solutions | Soluciones tercerizadas de transmisión y estudios portátiles de televisión | Bandera de Estados Unidos   | [ 27 ]        |
| 17 de abril de 2018     | NZ Live                          | Productora independiente, transmisiones de exteriores y proveedor para estudios de televisión | Bandera de Nueva Zelanda    | [ 28 ]        |
| 2018 de junio de 15     | Telerecord                       | Soluciones de transmisiones de exteriores para el mercado del sur de Europa | Bandera de Italia           | [ 29 ]        |
| 11 de julio de 2018     | Big Picture                      | Video producción y equipos para conciertos en tour, festivales musicals, retransmisiones, eventos especiales y corporativos | /                           | [ 30 ]        |
| 2018 de octubre de 1    | Fletcher Group                   | Cámaras robóticas especiales y de ultra baja velocidad (ultra-slow motion) | Bandera de Estados Unidos   | [ 31 ]        |
| 2018 de octubre de 9    | SIS Live                         | Servicios de conectividad mundial, vehículos para subir señales y centros operativos | Bandera del Reino Unido     | [ 32 ]        |
| 2019 de febrero de 5    | Facility House Broadcast Group   | Unidades móviles de noticias, transmisiones de exteriores y servicios de posproducción | Bandera de los Países Bajos | [ 33 ] [ 34 ] |
| 9 de septiembre de 2019 | Aerial Video Systems             | Tecnología de cámaras inalámbricas, producción de televisión aérea y control máster de cámaras inalámbricas | /                           | [ 35 ]        |
| 15 de octubre de 2019   | SOS Global Express               | Logística y transporte de carga | Bandera de Estados Unidos   | [ 36 ]        |
| TBC (Q4 2019)           | HDR Group                        | Servicio completo de producción asociada en estudios, transmisiones de exteriores y posproducción | Bandera de Suecia           | [ 37 ]        |
| 12 de agosto de 2020    | Transmisiones de exteriores      | Proveedor de 6 unidades móviles de exteriores, empresa antes perteneciente a Sky New Zealand, fusionada con NEP New Zealand | Bandera de Nueva Zelanda    | [ 38 ] [ 39 ] |